# Groeistad
In de 'Vierde Nota Ruimtelijke Ordening' (1988) werden groeisteden aangewezen. Dit zijn geselecteerde steden in regio's buiten de Randstad, die mensen en bedrijven moesten aantrekken. Ze moesten extra hoeveelheden woningen bouwen voor de eigen gemeente en de regio. Ook moest in deze steden de werkgelegenheid worden gestimuleerd. Een nevendoel was het verder afnemen van de concentratie in de Randstad. Voorbeelden: Groningen, Zwolle, Amersfoort, Arnhem-Nijmegen, Breda.
Het begrip groeistad is te onderscheiden van de notie groeikern. Groeikernen waren 'overloopgemeenten' in de buurt van vooral (maar niet uitsluitend) de vier grote steden (Amsterdam, Utrecht, Rotterdam en Den Haag), die grote aantallen woningen moesten bouwen voor woningzoekenden uit deze grote steden. Voorbeelden binnen de Randstad zijn: Purmerend, Nieuwegein, Zoetermeer en Spijkenisse,  maar daarbuiten bijvoorbeeld ook Etten-Leur voor Breda, en Helmond voor Eindhoven. Sinds 1989 is het groeikernenbeleid opgeheven.